# Risiocnemis elegans
Risiocnemis elegans – gatunek ważki z rodziny pióronogowatych (Platycnemididae). Endemit filipińskiej wyspy Luzon, występujący w jej północno-wschodniej części.